# Madge Gill
Madge Gill (1882-1961) va ser una artista anglesa englobada dins de l'Art Brut o art marginal.Després de la mort de dos dels seus fills i una llarga malaltia va començar a dibuixar, escriure i brodar. Guiada per un esperit que ella anomenava Myrninerest (que podria ser traduït com my inner rest, la meva pau interior), treballava a la nit, en condicions de baixa il·luminació. Com a suport utilitzava cartolines i rotllos de tela de baixa qualitat i, de manera obsessiva, usant tinta xinesa i una ploma, dibuixava un rostre femení amb barret, sempre ambientat en un entorn arquitectònic imaginari de grafismes densament poblats. Alguns dels seus dibuixos són de la grandària d'una postal mentre que uns altres podien arribar a mesurar 30 metres.

## Biografia

### Naixement, adolescència, matrimoni i fills
Madge Gill va néixer al barri East End de Londres, on va passar la major part de la seva vida. Al seu certificat de naixement figura com a Maude Eades Ethel juntament amb el nom de la seva mare soltera, Emma Eades i sense pare. A causa de la negativa connotació social que els naixements il·legítims tenien en l'època victoriana, Madge va passar la seva infància aïllada del món, criada per la seva mare i Carrie, la seva tia, sota l'estricta mirada del seu avi. Als nou anys, quan la seva mare encara era viva, la família va decidir no fer-se càrrec d'ella i va ser lliurada a l'orfenat del Dr. Barnardo a Barkingside. Cinc anys després va ser transportada amb vaixell a Canadà al costat de centenars d'infants beneficiaris d'un programa de l'orfenat que oferia mà d'obra infantil per donar als joves una altra oportunitat al nou món.
Gill va passar l'adolescència a Ontario treballant en granges com a empleada domèstica i mainadera. La vida d'aquests joves immigrants era dura i sovint patien maltractaments. A l'edat de divuit anys va aconseguir tornar a creuar l'Atlàntic i de tornada a Londres va trobar feina com a infermera a l'Hospital Whipps Cross de Leytonstone. Durant un temps va viure amb la seva tia Kate, qui la va introduir en l'espiritisme i les pràctiques de mèdium. El 1907, es va casar amb el fill de Kate, el seu cosí Tom Gill. Les relacions dins del matrimoni de seguida es van tornar desagradables. En només sis anys, Madge va donar a llum a tres fills: Laurie, Reggie i Bob; el segon fill va morir durant la pandèmia de grip de 1918. Un any més tard, Madge va donar a llum, per última vegada, a una nena que va néixer morta i amb una desfiguració. A conseqüència d'aquest part, Madge va estar a la vora de la mort i a causa d'aquesta llarga malaltia va perdre l'ull esquerre, que substituiria per un ull de cristall.

### Inici del treball creatiu
Unes setmanes després de recuperar la salut, el 3 de març de 1920, Madge Gill va ser “posseïda” per primera vegada per Myrninerest, el seu esperit-guia. Madge tenia llavors trenta-vuit anys. El contacte amb aquesta figura fantasma es va mantenir sense interrupció durant la resta de la seva vida. El 1926 el seu fill Laurie va publicar Myrninerest the Spheres, un petit text on va relatar les activitats que la seva mare realitzava en un delirant estat de trànsit. Eren activitats pròpies de l'època, com dibuixar, escriure, fer punt, fet ganxet, teixir, cantar o tocar el piano, però que Madge Gill realitzava de forma compulsiva. El 1922 es va sotmetre a un tractament en una clínica de malalties de la dona a Hove, a la costa sud d'Anglaterra. Una vegada allí, va lliurar un paquet de dibuixos a una metgessa, qui els va posar en coneixement de la Societat per a la Recerca Psíquica de Londres. Un document als arxius d'aquesta societat registra l'opinió experta d'un Oficial de Recerca, qui va jutjar els dibuixos de "més provinents d'inspiració que de tipus automàtic".
Les vicissituds de Madge encara van continuar. El seu marit tenia relacions extramatrimonials. El jove Bob va resultar ferit en un accident de moto i va quedar prostrat durant dos anys. Madge es passava nits senceres fent-li vetlla al costat del llit, en general dibuixant o escrivint. El 1933 Tom Gill va morir de càncer. Després de la mort del seu marit, Madge va continuar vivint amb els seus dos fills; els tres estaven molt units per un profund afecte mutu. El seu cunyat Bert Gill, un ardent seguidor de l'astrologia, va viure amb ells fins a la seva mort el 1948.
A partir dels anys 30 Madge Gill era coneguda com a mèdium al barri de Upton Park. Organitzava sessions d'espiritisme a casa seva, llegia els horòscops i oferia profecies espontànies. Aquestes pràctiques van remetre després d'alguns anys. El 1950 va morir el seu fill Bob, i ella havia profetitzat que el sobreviuria. A partir de llavors va viure sola amb Laurie, qui va ser sempre un fidel defensor del seu art. La seva producció artística va continuar sense parar fins a la seva mort el 1961 a l'edat de 79 anys. Va morir a casa, una casa victoriana de Plashet Grove.
Madge Gill va produir un gran nombre d’obres, entre il·lustracions i brodats, que poden recordar les obres d'altres artistes mèdiums com són Josefa Tolrà (de Cabrils), o Jeanne Tripier (de França). La majoria d'obres de Josefa Tolrà eren cosint (brodats, etc), mentre que Madge Gill combinava les il·lustracions amb el brodat.

## Obra
El 1932 Madge Gill va participar per primera vegada en una exposició anual d'art d'aficionats de l'East End, organitzada per la Galeria Whitechapel. A l'exposició, Gill va mostrar reincarnation, un rotllo de llenç densament treballat amb tintes de color, que va cridar l'atenció de la premsa nacional.
Els dibuixos a tinta es van convertir en el seu principal mitjà d'expressió realitzats en postals, fulls de paper o targetes, i en llargs rotllos de tela de llenç sense tractar. Simultàniament també va brodar profusament coixins, cobrellits i vestits amb diferents decorats i motius.
Va continuar exhibint cada any a la Galeria Whitechapel fins al 1947.
Gill rares vegades es va separar de la seva obra, per la qual cosa la producció de tota la seva vida es va mantenir gairebé intacta i es va anar acumulant amb els anys a l'àtic de casa seva a East Ham.
La seva obra està marcada per una perseverança indestructible. En una sola nit, era capaç de realitzar més d'una dotzena de postals. Durant una època va treballar en grans fulls de cartolina i els realitzava de cent en cent.
Per ajudar-la a abordar els gegantescos rotllos de tela que comprava a meitat de preu en una tenda local, el seu fill Laurie li va muntar una espècie de cavallet que permetia mantenir exposat un tros de tela a mesura que el treball avançava, de manera que només veia el tros on estava treballant. Madge romania dempeus durant hores, donats els problemes tècnics que se li plantejaven per la superfície aspra de la tela sense tractar i l'absorció de la tinta. Els rotllos eren tan grans que no els podia veure sencers dins de la casa i solia posar als seus fills a desenrotllar-los al jardí de darrere. El 1939 va exposar un rotllo a la Galeria Whitechapel de gairebé quaranta metres, probablement va ser la seva obra més gran: va ocupar una paret sencera de la galeria.

### Posseïda perMyrninerestl'esperit guia
Totes les creacions de Madge es duien a terme sota els auspicis de Myrninerest, el seu esperit-guia, una espècie de fantasma que la va acompanyar al llarg de tota la vida i amb la rúbrica de la qual signava els dibuixos i postals.
Es diu que una vegada va rebutjar l'oferta per una mostra en una il·lustra galeria del West End; explicava que les seves obres no podien ser venudes, ja que totes elles pertanyien a Myrninerest .
Aquest fenomen de Myrninerest, tal com ella ho deia, podria ser traduït com my inner rest, la meva pau interior. Algunes fonts interpreten aquesta referència sobrenatural com una coartada de conveniència, una forma de desviar l'atenció d'una compulsió que no podia controlar, però que era indispensable per a la seva vida.

### Interpretacions
En les seves improvisacions frenètiques, gairebé al·lucinants, omple tota la casa amb il·lustracions que representen patrons de taulers d'escacs que suggereixen vertiginosos espais semiarquitectònics. En aquestes proliferacions de remolins afloren rostres pàl·lids de dones descarnades i sense nom, esbossats succintament, encara que amb expressió de sorpresa i una evident preocupació per la bellesa. Hi ha un impuls decoratiu i creatiu tan fort com la pulsió de recrear la mateixa imatge una vegada i una altra, de manera obsessiva i sense parar. La seva obra ofereix una versió personal sobre els arquetips femenins i els dibuixos tenen una il·lusió de profunditat fragmentada que recorda a miralls trencats.
La idea d'interpretar l'obra de Gill en relació amb la seva biografia resulta temptadora: el rostre femení es refereix a la seva filla perduda, a les seves benvolgudes ties o a un ideal femení? Són, en cert sentit, autoretrats, o intents d'estabilitzar la seva pròpia fragilitat, com si fos a través d'instantànies fugaces? Una altra lectura compara els rostres amb Myrninerest, concebut com l'alter ego de l'artista a un altre món, immune als traumes de la vida real.

### Artista de l'Art Brut
Durant quaranta anys, Madge Gill va mantenir el clàssic perfil d'artista de l'Art Brut, també anomenat art marginal o outsider art: una carrera fecunda i obstinada, pràcticament sense audiència i sense pensar en la venda del seu treball.
En una ocasió li va confessar a Louise Morgan, un amic periodista, que cada rostre dibuixat tenia un significat, però no va dir res més sobre el tema. En una carta revela que la producció artística s'havia convertit en una càrrega: "Estimat Louise, m'agradaria ser normal". En una altra carta parla amb admiració del pintor naïf nord-americà Grandma Moses.
Durant els últims anys de vida, ja anciana i amb malalties variades, el seu caràcter es va tornar més agre i va esdevenir més absorta amb ella mateixa. Amb prou feines sortia de casa, passava les nits treballant a la seva habitació en un estat d'auto-hipnosis que l'allunyava de la realitat. Alguns veïns parlaven de la seva mirada inquietant, el seu discurs excèntric o el seu comportament "com de desquiciada o borratxa".

### El seu llegat
Una bona part de les seves obres van passar a domini públic i van arribar al mercat de l'art, per a sort de col·leccionistes d'Art Brut com Jean Dubuffet. El seu fill, Laurie Gill, va fer una donació formal de la resta de la seva herència a les autoritats locals. Per tant, més de 200 peces es conserven avui als arxius municipals de Newham. El 1968 va rebre el reconeixement que no havia tingut en vida amb una retrospectiva en la Galeria Grosvenor al West End. Una selecció del seu treball, incloent el magnífic llenç The Crucifixion of the Soul (La crucifixió de l'ànima), va contribuir a l'èxit de l'exposició Outsider del 1979 a la Galeria Hayward.
Les obres de Madge Gill es conserven en l'actualitat en diverses col·leccions públiques, incloent la col·lecció d'Art Brut de Lausanne, Suïssa, i la col·lecció d'Aracine a Lille, França.

### Exposicions individuals
2023 Museo National d'art de Catalunya, "La mà guiada", Barcelone, 2023, (con  Josefa Tolrà)
- 2010 Myrninerest - Florian Sundheimer Galerie, Múnic (Alemanya)
- 2007 Madge Gill - Florian Sundheimer Galerie, Múnic (Alemanya)
- 2006 Madge Gill - Post Card - Galerie Chobot, Viena (Àustria)
- 1999 Madge Gill - Galerie Susanne Zander, Colònia (Alemanya)
- 1982 Madge Gill - Whitechapel Art Gallery, Londres (Anglaterra)
- 1978 Collection de l'art brut, Lausanne

### Exposicions col·lectives
- 2025 Wallace Collection, "Grayson Perry: Delusions of Grandeur" 2025,
- 2025 Tokyo Shibuya Koen-dori Gallery, Museum of Contemporary Art Tokyo, Tokyo
- 2025 Power Station of Art, Shangai, "A Walk on the Wild Side: Artworks from the Collection de l’Art Brut and Elsewhere"   2024 La Biennale di Venezia, Padiglione Centrale, Venedig[9][10]  2023 Kunsthalle Zurich, "Biennale". 2022 Musée Würth, "Art brut. Un dialogue singulier avec la Collection Würth" Erstein,   2022 Espace Renoma, "MATIÈRES | BRUT": la collection abcd / Decharme”, Paris,   2022 Turner Contemporary, University of Kent,  "Roger Cardinal Castles are Elsewhere" 2022 ALBERTINA Museum, "donnation Chobot" Vienne,    2021 La Donation d'art brut Bruno Decharme, Centre Pompidou, Paris    2020 Memory Palaces: Inside the Collection of Audrey B. Heckler, American Folk Art Museum, New York

- 2011 Sous le vent de l'Art Brut - Collection Charlotte Zander - Trobi Saint Pierre, París
- 2010 Intuition - Whitworth Art Gallery, Manchester (Anglaterra)
- 2009 About Face - Adam Baumgold Gallery, Nova York, NY
- 2008 en línia - Adam Baumgold Gallery, Nova York, NY the line is a lonely hunter - New Jerseyy, Basel
  - The Message - Das Medium als Künstler - Kunstmuseum Bochum, Bochum
- 2007 Mixed Signals - Ronald Feldman Fine Arts Inc, Nova York, NY
- 2006 Fairy Tale, Myth and Fantasy - Galerie St. Etienne, Nova York, NY
  - More Than Coffee was Served - Galerie St. Etienne, Nova York, NY
  - Inner Worlds Outside - Whitechapel Art Gallery, Londres (Anglaterra)
  - Á la carte - Europäische Art Brut - Galerie Peithner-Lichtenfels, Viena
- 2005 Dubuffet et l'art brut - LaM - Lille Métropole musée d'art moderne, d'art contemporain et d'art brut, Villeneuve d'Ascq
  - Outsider Art - Tate Britain, Londres (Anglaterra)
  - Kunst von Medien- Galerie Susanne Zander, Colònia
  - In Another World - Kiasma - Museum of Contemporary Art, Hèlsinki
  - Future Primitive - One in the Other, Londres (Anglaterra) (closed, 2009)
  - 2003 Innocence & Transgression - The Proposition, Nova York, NY
  - Autodidacts from Abroad - Luise Ross Gallery, Nova York, NY
- 2000 Art Without Precedent: Nine artists from the Musgrave Kinely Outsider Art Collec - Irish Museum of Modern Art - IMMA, Dublín
- 1998 Figuri dell'anima - Palazzo Ducale, Gènova
- 1994 Hauttief - Helmhaus Zürich, Zürich
- 1986 Jean Dubuffet & Art Brut. - Peggy Guggenheim Collection, Venècia